# Håtunaholms säteri

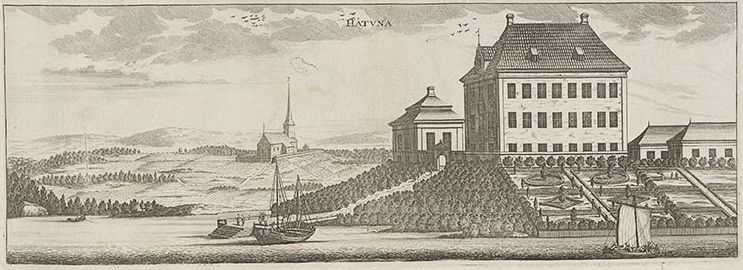
Håtuna i Suecia-verket 1694.

Håtunaholm eller Håtuna är en herrgård och tidigare kungsgård vid Mälaren, i Håtuna socken i Uppland.
Gården Håtuna, som ursprungligen bestod av den gamla Håtuna by och var kungsgård sedan folkungatiden, var skådeplats för Håtunaleken 1306. 
Enligt Sofie Adlersparre i Antikvarisk tidskrift för Sverige ärvdes gården från kung Valdemar Birgersson av Sverige till hans dotterson Valdemar av Holstein (död 1308), och 1311 såldes den till Uppsala domkyrka, reducerades till kronan 1527 och friköptes som frälsegård 1642 varvid den gavs namnet Håtunaholm. Byggnaden avbildades i Suecia-verket 1694.
Den har sedan varit i många olika adliga familjers ägo, bland annat Hildebrand och Posse. Gården omfattade i början av 1900-talet 280 hektar mark. Den byggnad som avbildas i Suecia antiqua var i början av 1900-talet ersatt av en annan. Det byggdes sannolikt av tegel från Eriksunds gård mitt emot. Det påkostade bygget kan förklaras av att byggherren, friherren och generalmajoren Fabian Berendes, liksom Carl Gustaf Wrangel på det närbelägna Skokloster, ville visa sitt inflytande samt understryka gårdens historiska betydelse. Emellertid förefaller det som om det i senare tid inte fanns ekonomiska förutsättningar för att underhålla den stora stenhusbyggnaden som fick förfalla och senare revs, troligen efter en brand. Liknande exempel från 1500-talet är Räfsnäs kungsgård i Södermanland, Jakobsköldska Idingstad i Östergötland och Ekebyhov i Uppland. I samtliga fall byggdes intill den gamla gårdsplatsen något mindre herrgårdsbyggnader i trä som har bevarats till vår tid.
Under andra världskriget var första lätta bataljonen samt ett pionjärkommando i Den Danske Brigade, en brigad om cirka 5 000 man bestående av danska flyktingar och militärer, förlagda vid Håtunaholm.